# George Toganivalu
Ratu George Toganivalu est un chef autochtone fidjien.

## Biographie
Fils de Ratu Deve Toganivalu, il s'engage dans les forces armées néo-zélandaises pour la Première Guerre mondiale. Affecté au bataillon Pionnier (en), un bataillon maori de la Force expéditionnaire de Nouvelle-Zélande, il combat en France. De retour aux Fidji, il est employé dans l'administration coloniale. En 1936 il est nommé Roko Tui de la province de Bua, c'est-à-dire chef de l'exécutif de l'administration autochtones de cette province, fonction autrefois exercée par son père.
Durant la Seconde Guerre mondiale, il est capitaine dans le bataillon des Ouvriers (Labour Battalion) de la Force militaire des Fidji. En 1940, le gouverneur Sir Harry Luke (en) le nomme membre du Conseil législatif des Fidji, sur recommandation du Grand Conseil des chefs, ainsi que membre du Comité aux affaires autochtones de la colonie (Fijian Affairs Board). En 1949, le roi George VI le fait officier de l'ordre de l'Empire britannique.
Il meurt à Suva le 17 juin 1951, laissant quatre fils et une fille. Chacun de ses quatre fils sera à son tour membre du corps législatif fidjien, et trois -David, Josua et William- seront ministres.